# Eresus kollari ignicomis
Sous-espèce
Synonymes
- Eresus kollari ignicomus Simon, 1914
- Eresus niger ignicomus Simon, 1914
- Eresus cinnaberinus ignicomus Simon, 1914

Eresus kollari ignicomis est une espèce d'araignées aranéomorphes de la famille des Eresidae.

## Distribution
Cette sous-espèce est endémique de France. Elle est essentiellement présente en Corse. En 2014, elle a été signalée sur l'île de Bagaud, réserve intégrale du parc national de Port-Cros.

## Habitat
Elle se cache sous les grosses pierres des plateaux calcaires du Sud de la Corse.

## Description
Cette sous-espèce se distingue des femelles des autres sous-espèces d'Eresus kollari par son céphalothorax et son abdomen parsemés de poils rouges. La base des chélicères (jusqu'au tiers apical) sont garnis de poils d'un rouge-orangé épais et très denses. Ses pattes sont noires avec de petites touffes rouges à l'extrémité des fémurs, des tibias et des métatarses antérieurs. Les traces d'une ligne rouge sont visibles sur les tibias. Son prosome mesure 10,5 mm de longueur et 7 mm de large.
Le mâle n'a pas été décrit.

## Systématique et taxinomie
Cette sous-espèce a été décrite par Simon en 1914. L'épithète ignicomus fut utilisé à tort à la place d'ignicomis.
Elle a été considérée comme sous-espèce d'Eresus niger (Canestrini & Pavesi, 1868) puis d'Eresus cinnaberinus (Olivier, 1789).

## Publication originale
- Simon, 1914 : Les arachnides de France. Synopsis générale et catalogue des espèces françaises de l'ordre des Araneae; 1re partie. Paris, vol. 6, p. 1-308.